# Skvortsovo (Primórie)
|  | Per a altres significats, vegeu «Skvortsovo». |

Skvortsovo (en rus: Скворцово) és un poble (un possiólok) del krai de Primórie, a l'Extrem Orient de Rússia, que en el cens del 2010 tenia 19 habitants.